# Узем
Узем (мкд. Узем) је насеље у Северној Македонији, у крајње североисточном делу државе. Узем је у оквиру општине Крива Паланка.
Изнад Узема се налази превој Деве Баир, истовремено и најважнији гранични прелаз између Северне Македоније и Бугарске, на путном правцу Скопље - Софија.

## Географија
Узем је смештен у крајње североисточном делу Северне Македоније. Од најближег већег града, Куманова, село је удаљено 80 km источно.
Село Узем се налази у историјској области Славиште. Насеље је положено у гоњем делу тока Криве Реке, на подно планина Чупина и Осогово, на око 860 метара надморске висине.
Месна клима је планинска због знатне надморске висине.

## Становништво
Узем је према последњем попису из 2002. године имао 256 становника. Од тога огромну већину чине етнички Македонци (99%), а остало су Срби.
Претежна вероисповест месног становништва је православље.